# 傅有德
傅有德，中华人民共和国教育部长江学者特聘教授，山东大学教授，主要从事犹太哲学与宗教研究。

## 生平
傅有德先后获得山东大学哲学学士学位、哲学硕士学位，北京大学哲学博士学位。1994年创建山东大学犹太文化研究所，曾任山东大学哲学与社会发展学院院长。

## 社会兼职
- 中国教育部哲学教学指导委员会副主任委员
- 中国宗教学会副会长
- 中国外国哲学学会理事

## 学术成果
- 出版《犹太哲学史》《巴克莱哲学研究》等专著20部
- 主编《汉译犹太文化名著丛书》